# Drăcșenei
Drăcșenei è un comune della Romania di 1 957 abitanti, ubicato nel distretto di Teleorman, nella regione storica della Muntenia. 
Il comune è formato dall'unione di 4 villaggi: Drăcșani, Drăcșenei, Odobeasca, Satul Vechi.
Nel 2004 si sono staccati da Drăcșenei i villaggi di Beuca e Plopi, andati a formare il comune di Beuca.